# Baltiejsk
Baltiejsk (Russisch: Балтийск; Duitse naam tot 1945: Pillau; Pools: Piława; Litouws: Piliava) is een stad in de oblast Kaliningrad van Rusland. In 2010 telde deze voorhaven van Kaliningrad 32.697 inwoners.

## Geschiedenis
De stad ontstond in de 13de eeuw als een Pruisisch vissersplaatsje.Tijdens de Dertigjarige Oorlog bezetten de Zweden de stad. De Zweden bleven in Pillau en versterkten de stad met fortificaties. In 1635 werd de stad door de Zweden overgedragen aan Brandenburg (het latere Pruisen). Russische troepen bezetten de stad tijdens de Zevenjarige Oorlog en bouwden in die tijd een orthodoxe kerk. In 1807 werd de stad door Napoleon bezet. Tijdens de Tweede Wereldoorlog was Pillau een U-boot basis. In 1945 toen het Rode Leger naderde werden meer dan 450.000 vluchtelingen vanuit Pillau naar Midden- en West-Duitsland gebracht. Tot 1945 hoorde de stad, onder de naam Pillau, tot het district Samland van Oost-Pruisen. In de tijd van de Sovjet-Unie was de stad militair gebied en niet voor buitenstaanders toegankelijk.

## Bezienswaardigheden
Historische gebouwen in en rond de stad zijn:
- de vijfhoekige Pillau Citadel, opgetrokken door de Zweden in 1626 en voltooid door de Pruisen in 1670, gerenoveerd in 1870 ; tegenwoordig een marinemuseum
- de ruïnes van het 13e-eeuwse Kasteel van Lochstadt
- een labyrint van 19e-eeuwse marinefortificaties
- de Marinekathedraal van de Heilige George (1866)
- de 32 meter hoge expressionistische observatietoren (1932)
- het neogotische Museum van de Baltische Vloot (1903)
- een vuurtoren uit 1813-1816

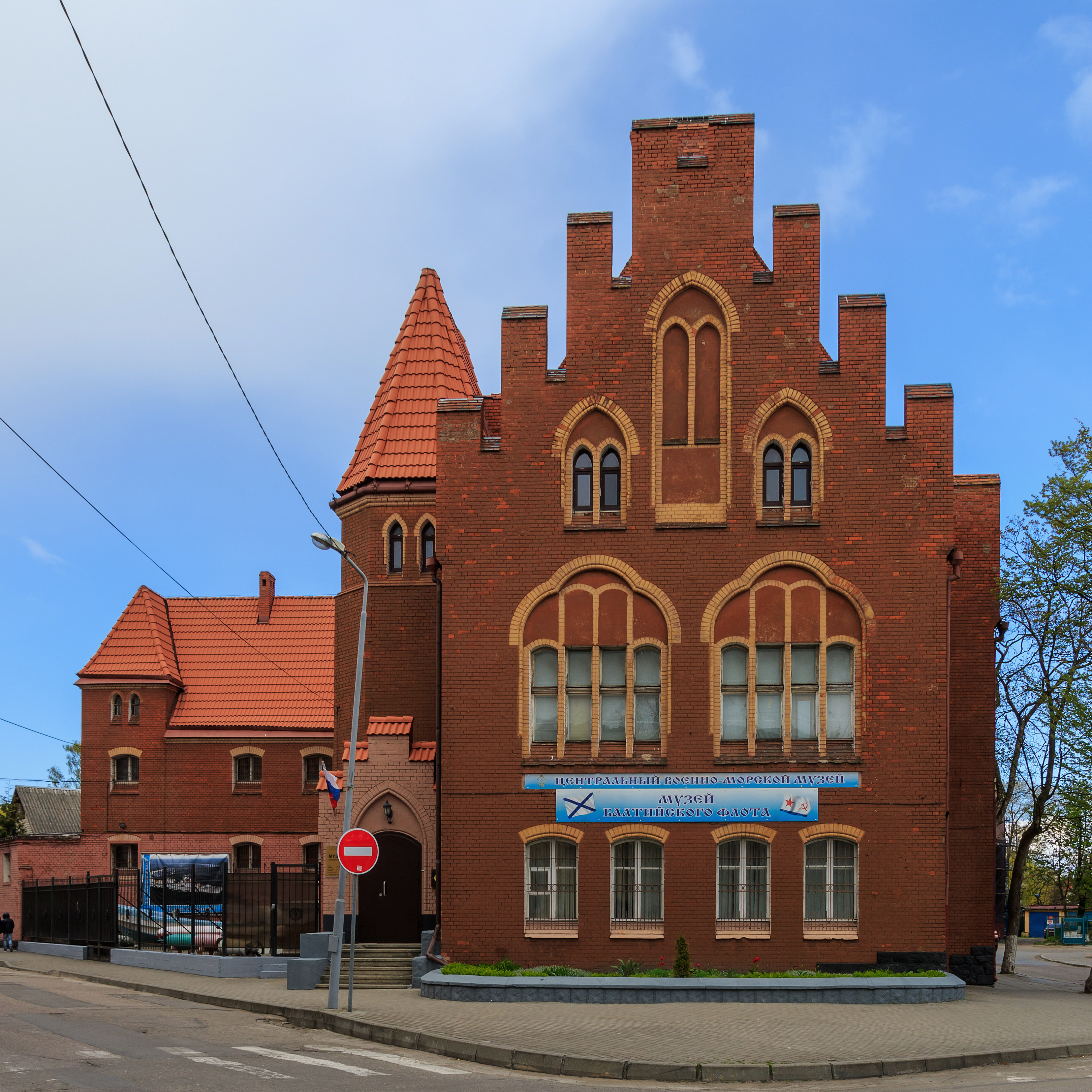
Museum van de Oostzeevloot
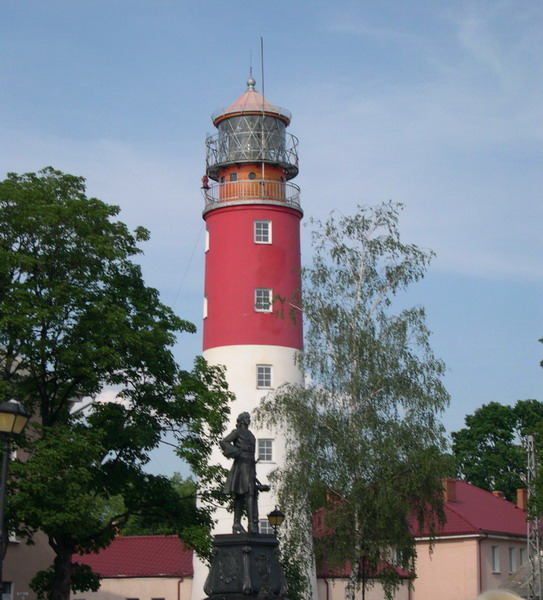
Vuurtoren en standbeeld van tsaar Peter de Grote
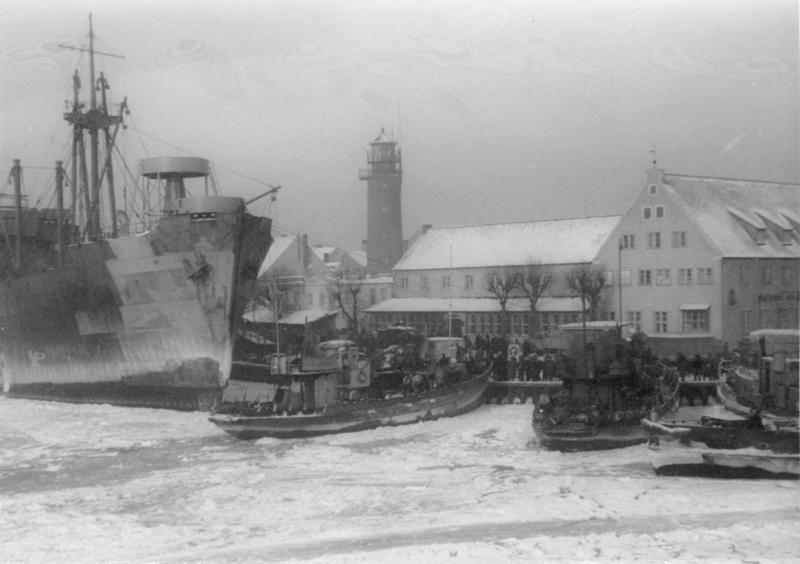
Duitse vluchtelingen in de haven (1945)

## Geboren in Baltiejsk
- Renate Garisch-Culmberger (1939-2023), Duits atlete

Bestuurlijk centrum: Kaliningrad

Bagrationovsk · Baltiejsk · Goerjevsk · Goesev · Gvardejsk · Krasnoznamensk · Ladoesjkin · Lozovoje · Mamonovo · Neman · Nesterov · Ozjorsk · Pionerski · Polessk · Pravdinsk · Slavsk · Sovjetsk · Svetlogorsk · Svetly · Tsjernjachovsk · Vesjoloje · Zelenogradsk